# 馬鈞

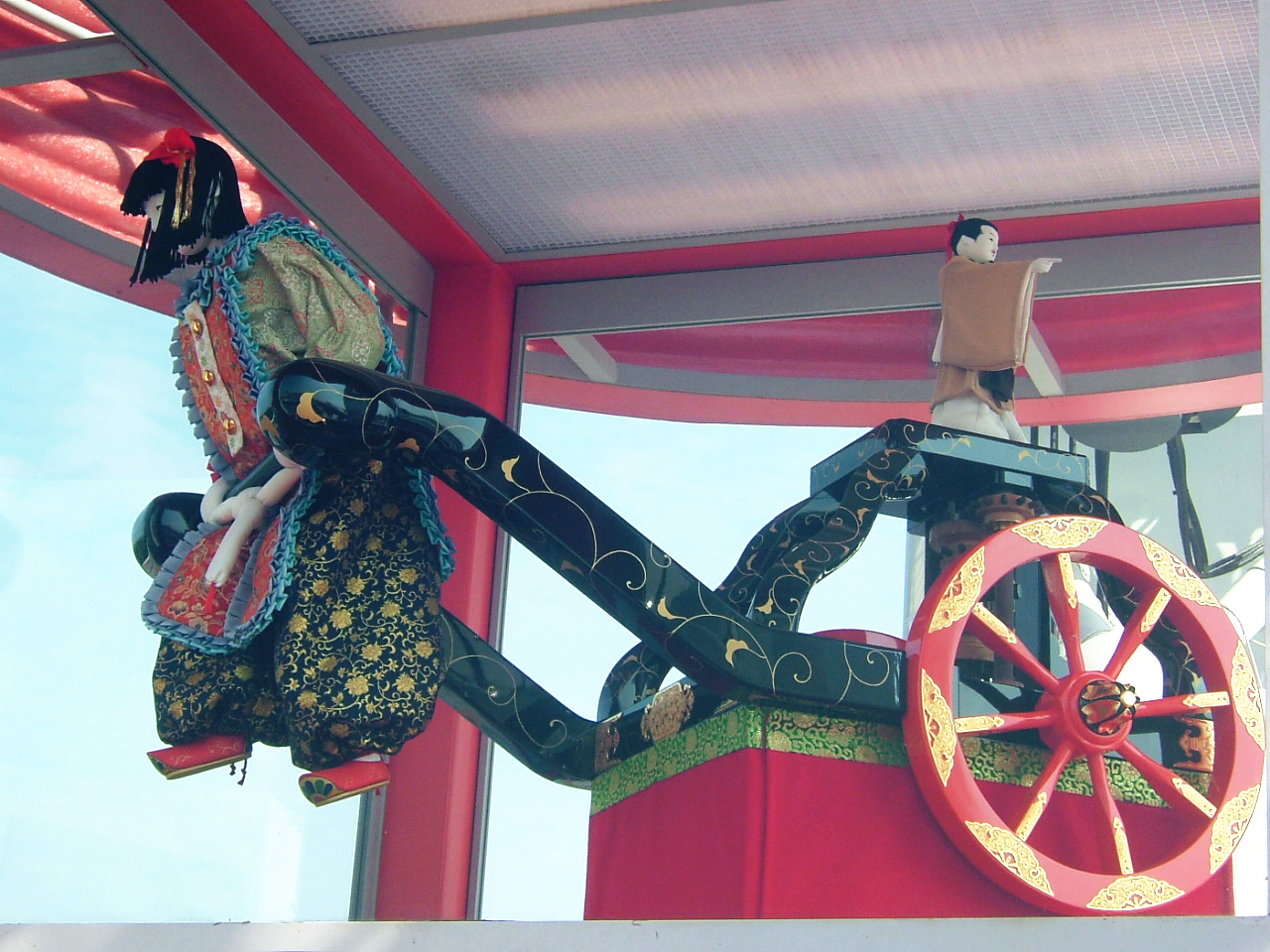
馬 鈞

馬 鈞（ば きん、生没年不詳）は、中国三国時代の学者・発明家。魏に仕えた。字は徳衡。司隷扶風郡の人。『三国志』魏志「方技伝」に引かれた傅玄の序に、主な記録がある。

## 経歴
若い頃は遊び暮らしており、その才能に周囲どころか自分自身も気づいていなかったという。
後、博士に任じられたが、あまりにも貧乏であったため、生活費を稼ぐために機織り機の改良をしたところ、それが評判になり、その才能を周囲に知られることになった。
給事中となり、高堂隆・秦朗と議論をした。話題は古記録に登場する指南車について及んだ。高堂隆・秦朗が指南車など実在しないと主張したが、馬鈞は指南車は実在したと述べ「今世の人は工夫をしてみようともしない」と批判した。高堂隆・秦朗が馬鈞の名や字を皮肉って嘲笑したこともあったが、馬鈞は「空論を弄ぶよりも、実際に作ってみるべきだ」とあくまで主張した。高堂隆・秦朗が曹叡（明帝）にこのことを上奏したため、明帝は詔勅で馬鈞に指南車の製作を命令した。馬鈞は指南車を立派に完成させたため、馬鈞の名声は天下に轟いた。
馬鈞は都の住まいに手頃な広さの土地を持っていたため、田畑に水を引くための足踏み式水車を発明した。通常の水車の100倍の効果があったという。
機械人形を献上する者があったとき、明帝はその人形の動きに不満を持ち、馬鈞に詔勅でその改造を命令した。馬鈞は立派にこれを果たした。青龍3年（235年）、これは水転百戯と名づけられ、明帝に指南車と共に献上された記録がある（「明帝紀」に引く『魏略』）。
諸葛亮が開発した連弩を見せられたとき、馬鈞はその巧妙さを評価しつつも「まだ改良の余地がある。私が作れば5倍の性能を持たせることができる」と主張した。
また発石車（カタパルト (投石機)）の欠点を改善し、さらに連発式に改良して実験を行った。裴秀が発石車について馬鈞を批判したところ、馬鈞は返答に詰まってしまった。裴秀が馬鈞を言い負かしたことを周囲に吹聴したが、馬鈞に師事していた傅玄は、裴秀に対し「人には得手不得手がある以上、それは意味のないことではないか」と弁護した。曹羲もまた裴秀の議論に賛同したが、傅玄が馬鈞のことを熱心に弁護したため曹羲も納得し、馬鈞の改良案について兄の曹爽に取り成すことを約束した。しかし、曹爽は馬鈞の案を放置したため、そこで終わってしまった。
傅玄は、師を回顧して序を残し、天下に名高い人物と称えると共に、公輸盤・墨子・王璽・張衡達と匹敵する才能がありながらも周囲の理解を得られず、十分な活躍の場が与えられなかったことを残念がった。それが三国志に収録されている。
小説『三国志演義』にも登場する。